# Aldo Gigli
 (juin 2022).
 (décembre 2022).
Pour les articles homonymes, voir Gigli.
Aldo Gigli, né le 13 avril 1944, est un artiste créateur d'affiches de boîtes de nuits à Bruxelles dans les années 1970 et 1980. A cette époque, il co-fonde le night club Mirano Continental, qui devient un rendez-vous connu de la vie nocturne à Bruxelles.

## Biographie
Aldo Gigli est né en 1944 à Bruxelles. Il grandit entre la Belgique et la Toscane, où il passe quelques années de son enfance.
En 1975, il est designer industriel à la BelV, une filiale de l'Agence fédérale de contrôle nucléaire. Parallèlement, il est barman chez Les Gémeaux, une boîte bruxelloise ensuite rebaptisée Le Canotier. Il se familiarise avec le monde de la nuit, travaille en tant que graphiste et fait des décors. Il va souvent à New York. Il rencontre Andy Warhol et David Byrne (musicien), et fréquente le Studio 54 (Broadway) au temps de son ouverture en 1977. Il fait le projet de créer un lieu semblable à Bruxelles.
En 1981, avec ses amis Paul Sterck, Marco Rolland et Jacques Goossens-Bara, il crée le Mirano Continental dans le cinéma du quartier d'enfance d'Aldo, Le Mirano, à Saint-Josse-ten-Noode. Il y travaille dix ans comme directeur artistique, créateur de centaines d'affiches et de flyers, des décors, des maquillages ou des costumes. 
Il travaille aussi à Paris pour le cinéma, le théâtre et la pub. Il collabore avec Nana Mouskouri, Yves Simon, Catherine Lara, Alain Delon et Stéphanie de Monaco. En 1998, il part vivre à la Costa del Sol, en Espagne, il travaille dans des maisons privées, des restaurants et des boîtes de nuit.

## Le Mirano Continental
Le Mirano continental ouvre ses portes le 25 mars 1981, sur la Chaussée de Louvain, dans la commune de Saint-Josse-ten-Noode.
Les fondateurs sont Paul Sterck, cofondateur et directeur général, Marco Rolland, cofondateur et directeur créatif, Jacques Goossens-Bara, ingénieur et concepteur.  
Le club est une nouveauté dans la vie nocturne et culturelle bruxelloise. Conçu comme un croisement entre Le Palace à Paris et le Studio 54 à Broadway, l'ancien cinéma de la commune devient un espace de création globale et obtient un succès international. Ce lieu de rencontre « hype » brasse artistes maquilleurs, coiffeurs, photographes et créateurs de mode. Saint-Josse devient un « petit Hollywood belge », selon les mots de Yvonne du Jacquier, archiviste de la commune. Le Mirano Continental accueille des artistes tels que Grace Jones, Prince (musicien), Madonna, Jean-Paul Belmondo.

## Œuvre
Sa vision artistique est un mélange de disco et de new wave / punk.